# 바싱세
바싱세는 흙의 왕국의 수도이다. 사람들을 지키는 튼튼한 외벽 덕분에 거의 침략당하지 않았다. 그 성벽 안에는 다이로 요원들이 있는데 바싱세의 전통을 지킨다는 명목으로 사람들을 감시한다. 나중에는 불의 제국 공주인 아줄라가 다이로 요원을 이용해 흙의 왕국을 무너뜨린다.